# Canton de Nevers-2
Le canton de Nevers-2 est une circonscription électorale française du département de la Nièvre.

## Histoire
Un nouveau découpage territorial de la Nièvre entre en vigueur à l'occasion des élections départementales de 2015. Il est défini par le décret du 18 février 2014, en application des lois du 17 mai 2013 (loi organique 2013-402 et loi 2013-403). Les conseillers départementaux sont, à compter de ces élections, élus au scrutin majoritaire binominal mixte. Les électeurs de chaque canton élisent au Conseil départemental, nouvelle appellation du Conseil général, deux membres de sexe différent, qui se présentent en binôme de candidats. Les conseillers départementaux sont élus pour 6 ans au scrutin binominal majoritaire à deux tours, l'accès au second tour nécessitant 12,5 % des inscrits au 1er tour. En outre la totalité des conseillers départementaux est renouvelée. Ce nouveau mode de scrutin nécessite un redécoupage des cantons dont le nombre est divisé par deux avec arrondi à l'unité impaire supérieure si ce nombre n'est pas entier impair, assorti de conditions de seuils minimaux. Dans la Nièvre, le nombre de cantons passe ainsi de 32 à 17.
Le canton de Nevers-2 est formé de communes des anciens cantons d'Imphy (1 commune), de Nevers-Est (1 commune) et de Nevers-Sud (1 commune) et d'une fraction de la commune de Nevers. Il est entièrement inclus dans l'arrondissement de Nevers. Le bureau centralisateur est situé à Nevers.

## Représentation
| Période élective | Période élective | Mandat | Mandat   | Identité         | Nuance | Nuance | Qualité |
| ---------------- | ---------------- | ------ | -------- | ---------------- | ------ | ------ | --- |
| 2015             | 2021             | 2015   | 2021     | Daniel Bourgeois |        | DVG    | Chef d'entreprise Maire de Sermoise-sur-Loire 4e Vice-Président (Finances et commande publique), membre de Génération.s |
| 2015             | 2021             | 2015   | 2021     | Delphine Fleury  |        | PS     | Conseillère municipale de Nevers 7° Vice-Présidente (Enfance et protection maternelle et infantile)                     |
| 2021             | 2028             | 2021   | en cours | Laurence Barao   |        | DVD    | Responsable de gestion budgétaire et financière, adjointe au maire de Sermoise-sur-Loire                                |
| 2021             | 2028             | 2021   | en cours | Jérome Malus     |        | DVD    | Maire de Saint-Éloi |

### Résultats détaillés

#### Élections de mars 2015
À l'issue du 1er tour des élections départementales de 2015, deux binômes sont en ballottage : Marie-Claude Clement et Christophe Gaillard (FN, 31,53 %) et Daniel Bourgeois et Delphine Fleury (PS, 29,23 %). Le taux de participation est de 44,68 % (3 546 votants sur 7 937 inscrits) contre 53,03 % au niveau départemental et 50,17 % au niveau national.
Au second tour, Daniel Bourgeois et Delphine Fleury (PS) sont élus avec 57,36 % des suffrages exprimés et un taux de participation de 47,6 % (1 905 voix pour 3 778 votants et 7 937 inscrits).
Daniel Bourgeois a quitté le PS et a rejoint Génération.s.

#### Élections de juin 2021
Le premier tour des élections départementales de 2021 est marqué par un très faible taux de participation (33,26 % au niveau national). Dans le canton de Nevers-2, ce taux de participation est de 28,16 % (2 169 votants sur 7 703 inscrits) contre 34,28 % au niveau départemental. À l'issue de ce premier tour, deux binômes sont en ballottage : Laurence Barao et Jérome Malus (DVC, 45,48 %) et Daniel Bourgeois et Sylvie Dupart Muzerelle (Union à gauche avec des écologistes, 28,69 %).
Le second tour des élections est marqué une nouvelle fois par une abstention massive équivalente au premier tour. Les taux de participation sont de 34,36 % au niveau national, 37,18 % dans le département et 30,95 % dans le canton de Nevers-2. Laurence Barao et Jérome Malus (DVC) sont élus avec 63,09 % des suffrages exprimés (1 311 voix pour 2 386 votants et 7 708 inscrits),,.

## Composition
| Nom                            | Code Insee | Intercommunalité   | Superficie (km2) | Population (dernière pop. légale)               | Densité (hab./km2) | Modifier                                    |
| ------------------------------ | ---------- | ------------------ | ---------------- | ----------------------------------------------- | ------------------ | ------------------------------------------- |
| Nevers (bureau centralisateur) | 58194      | CA de Nevers       | 17,33            | Fraction : 6 082 (2022) Commune : 33 172 (2022) | 1 914              | modifier les données · modifier les données |
| Magny-Cours                    | 58152      | CC Loire et Allier | 31,87            | 1 417 (2022)                                    | 44                 | modifier les données · modifier les données |
| Saint-Éloi                     | 58238      | CA de Nevers       | 16,45            | 2 220 (2022)                                    | 135                | modifier les données · modifier les données |
| Sermoise-sur-Loire             | 58278      | CA de Nevers       | 24,88            | 1 490 (2022)                                    | 60                 | modifier les données · modifier les données |
| Canton de Nevers-2             | 5812       |                    |                  | 11 209 (2022)                                   |                    | modifier les données                        |

Le canton de Nevers-2 comprend :
1. trois communes entières,
2. la partie de la commune de Nevers située à l'est d'une ligne définie par l'axe des voies et limites suivantes : depuis la limite territoriale de la commune de Saint-Éloi, rive droite de la Loire, pont de la Loire, bords de Loire, ruisseau de l'Éperon, voie ferrée jusqu'à la rue Mademoiselle-Bourgeois, rue Mademoiselle-Bourgeois, jusqu'à la limite territoriale de la commune de Coulanges-lès-Nevers.

## Démographie
En 2022, le canton comptait 11 209 habitants, en évolution de −2,09 % par rapport à 2016 (Nièvre : −3,28 %, France hors Mayotte : +2,11 %).
| 2013   | 2018   | 2022   |
| ------ | ------ | ------ |
| 11 744 | 11 294 | 11 209 |